# 星の流れに
星の流れに（ほしのながれに）は、1947年（昭和22年）10月にテイチクから発売された歌謡曲。作詞：清水みのる、作曲：利根一郎、歌は菊池章子。

## 解説

### 製作の経緯
作詞した清水は、第二次世界大戦が終戦して間もない頃、東京日日新聞（現在の毎日新聞）に載った女性の手記を読んだ。もと従軍看護婦だったその女性は、奉天から東京に帰ってきたが、焼け野原で家族もすべて失われたため、「娼婦」として生きるしかないわが身を嘆いていたという。清水は、戦争への怒りや、やるせない気持ちを歌にした。こみ上げてくる憤りをたたきつけて、戦争への告発歌を徹夜で作詞し、作曲の利根は上野の地下道や公園を見回りながら作曲した。
当初、テイチクではコロムビアから移籍したばかりで、ブルースの女王として地位を築いていた淡谷のり子に吹き込みを依頼した。しかし、「夜の女の仲間に見られるようなパンパン歌謡は歌いたくない」と断られた。そこで、会社は同じくコロムビアから移籍していた菊池に吹き込みを依頼した。彼女は歌の心をよく把握し、戦争の犠牲になった女の無限の哀しみを切々とした感覚で歌い上げた。
完成した際の題名は『こんな女に誰がした』であった。GHQから「日本人の反米感情を煽るおそれがある」とクレームがつき、題名を『星の流れに』と変更して発売となった。

### 発売後の反響
本社も積極的発売方針では無かったため、レコード発売当初は全く売れなかった。しかし作品のモデルであった娼婦たちが歌詞に共感を覚え、彼女たちの間で歌われることが多くなった。彼女たちの中に菊池を「おねえさん」と呼んで慕い、菊池の出演する劇場にも出かけて、熱い声援を送った者もいたという。当時、新宿の「ムーラン劇場」で上演されていた風刺ショーでこの歌が使用されるようになってからじわじわと火が付き、1949年（昭和24年）の春頃からヒットの兆しを見せ始め、ついには大ヒットとなった。また、田村泰次郎原作の小説『肉体の門』が映画化された際も、この曲が挿入歌として使用され、ヒットの一因を担うこととなった。
1968年時点での累計売上は80万枚。
林家木久扇は新作落語「昭和芸能史」において、「子供の歌う歌じゃないんですけど娯楽が少ないもんで、NHKのラジオから頻繁に流れているもんだから子供が覚えちゃってベーゴマやりながら♪こんな女に、だぁれがした～♪と歌ってまして」と語っているように、当時はラジオで聞いた子供達にまで浸透していた。木久扇はテレビ番組『笑点』などでもこの歌を持ちネタとして披露している。
長田暁二『歌でつづる20世紀 あの歌が流れていた頃』（ヤマハミュージックメディア、2006年）には、1947年4月22日のラジオ番組「街頭録音」（NHK）でインタビューを受けた街娼・「ラクチョウのお時（ラク町おとき）」が口ずさんだことが広く世間で認知されるきっかけになった、とする旨の記述がみられるが、保存されている放送内容からはお時が歌を歌っている場面は確認できず、また放送はレコードが発売されるより前であるため、疑義が残る。

## カバーした主な歌手
- 青江三奈 - アルバム『GOLDEN☆BEST 青江三奈 カヴァー・コレクション』に収録
- 石川さゆり - CD-BOX『二十世紀の名曲たち』に収録
- 石原詢子 - アルバム『我がこころの愛唱歌〜夢と希望に満ちてたあの時代〜』、CD-BOX『石原詢子 時代のうた』に収録
- 井手せつ子 - アルバム『君待てども』に収録
- 研ナオコ - アルバム『㐧三の女』に収録
- 髙橋真梨子 - アルバム『紗』『No Reason 〜オトコゴコロ〜（ライブ・バージョン）』に収録
- ちあきなおみ - アルバム『戦後の光と影 〜ちあきなおみ、瓦礫の中から〜』に収録
- 戸川純 - アルバム『昭和享年』に収録
- 藤圭子 - 1970年 1st アルバム『新宿の女/“演歌の星”藤圭子のすべて』に収録
- 美空ひばり - アルバム『歌は我が命（第4集）～美空ひばり心の歌を唄う～』に収録
- 美輪明宏 - アルバム『不浄理の唄（野坂昭如）』に収録
- 春日八郎 - アルバム『春日八郎演歌百選』に収録
- 三橋美智也 - アルバム『哀愁演歌』に収録
- 八代亜紀 - 五社英雄監督の映画『肉体の門』（1988年）エンディングテーマ
- 工藤静香 - 2002年のアルバム『昭和の階段 Vol.1』に収録。八代バージョンに影響を受け、1991年にテレビ東京の音楽番組「スーパーステージ」で八代とデュエットしている。
- 竹越ひろ子 - アルバム「竹越ひろ子　人生を歌う」に収録
- 天童よしみ - 1991年の原田知世主演のTBSドラマ『星の流れに』主題歌